# Titu
Titu is een stad (oraș) in het Roemeense district Dâmbovița. De stad telt 11.028 inwoners (2002).